# Relations entre l'Albanie et l'Irlande
L'Albanie et l'Irlande ont officiellement établi des relations diplomatiques depuis 1995.
Aucun des deux pays n'a d'ambassadeur résident. L'Irlande dispose d'un ambassadeur non résident basé à Athènes. L'Albanie a un ambassadeur non résident à Londres.
Les deux pays sont membres du Conseil européen pour les relations internationales, de l'Union pour la Méditerranée et de l'Organisation pour la sécurité et la coopération en Europe.

## Histoire
Les délégations des deux pays se sont rencontrées après la fin de la Seconde Guerre mondiale en 1945 pour chercher à établir des relations diplomatiques entre elles, et, lors de cette réunion, une aide a été apportée par le gouvernement irlandais aux pays des Balkans pendant cette période, en raison des mauvaises conditions des pays des Balkans après la fin de la Seconde Guerre mondiale. Les relations diplomatiques entre l'Albanie et l'Irlande sont assurées par l'ambassade d'Albanie au Royaume-Uni, tandis que les relations diplomatiques entre l'Irlande et l'Albanie sont assurées par l'ambassade d'Irlande en Grèce. L'Irlande cherche à ouvrir des missions diplomatiques dans les Balkans occidentaux, en raison de l'augmentation de ses missions diplomatiques dans le monde et de son soutien au programme d'élargissement de l'Union européenne,.

## Relations économiques
Le commerce est relativement faible. En 2022, l'Irlande a exporté 12,2 millions de dollars américains vers l'Albanie et l'Albanie a exporté 3,13 millions de dollars américains vers l'Irlande.